# Žaloviče
Žaloviče so  vaško naselje v Občini Šmarješke Toplice. Razložena vas ima hiše, razporejene po prisojnem pobočju. Ob križišču sredi vasi stoji cerkev sv. Urha.